# آلکوبلاس
آلکوبلاس (به اسپانیایی: Alcublas) یک شهرستان در اسپانیا است که در Los Serranos واقع شده‌است.

## خصوصیات
آلکوبلاس ۴۳٫۵ کیلومترمربع مساحت و ۸۴۲ نفر جمعیت دارد و ۷۷۴ متر بالاتر از سطح دریا واقع شده‌است.